# Luci Plauci Planc
Luci Plauci Planc (en llatí Lucius Plautius Plancus) va ser un magistrat romà. Era germà de Luci Munaci Planc (cònsol 42 aC) (Lucius Munatius L. F. L. N. Plancus) i de Tit Munaci Planc Bursa (Titus Munatius Plancus Bursa). Va ser adoptat per Luci Plauci (Lucius Plautius) i va agafar el seu nom familiar però va conservar el seu cognom. El seu nom original era Gai que va canviar per Luci, encara que apareix alguna vegada com Gai Plauci Planc (per exemple a Valeri Màxim).
Va ser un dels proscrits pels triumvirs al segon triumvirat l'any 43 aC amb el consentiment del seu germà Luci Munaci Planc. Es va refugiar a Salernum (Salern) però la seva vida refinada i els perfums que portava el van delatar i encara que es va poder escapar, els seus esclaus va ser agafats i torturats, exigint per posar fi a la tortura, la seva entrega. Planc llavors es va entregar voluntàriament i se suposa que va ser executat, tot i que no es diu expressament.